# Badische IV c
Die Fahrzeuge der Gattung IV c der Großherzoglich Badischen Staatseisenbahn waren Personenzug-Lokomotiven.

## Geschichte
Im Rahmen der Beschaffung von 1'B-Lokomotiven ab Beginn der 1870er Jahre, wurden in insgesamt acht Lieferserien auch die Loks der Gattung IV c bezogen. Die Maschinen wurden vor allem auf den Strecken mit stärkerem Gefälle im Schwarz- und im Odenwald eingesetzt. Einige der Loks erhielten deshalb eine Riggenbach-Gegendruckbremse.

## Konstruktive Merkmale
Die Loks entsprachen in den Abmessungen weitgehend der Gattung IV b. Verzichtet wurde allerdings auf den Doppelrahmen, welcher durch einen einfachen Blechrahmen ersetzt wurde. Die Lok hatte einen sehr kurzen Radstand und hatte somit schon eine gute Bogenläufigkeit. Dennoch besaß die Laufachse ein Seitenspiel von 10 mm. Die Rückstellung erfolgte über geneigte Doppelflächen. Die Rostfläche der Feuerbüchse war sehr klein ausgefallen, infolgedessen war die Dampferzeugung nicht befriedigend. Versuche mit Rippenröhren erzielten keine Verbesserungen. Der große Dampfdom saß auf dem hinteren Kesselschuss.
Die außenliegenden Nassdampf-Triebwerke besaßen innenliegende Schieber. Der Antrieb erfolgte auf die erste Kuppelachse. Die Räder waren mit obenliegenden Blattfedern abgefedert, die durch einen Ausgleichshebel zwischen den Kuppelrädern verbunden waren.
Die Fahrzeuge waren mit Schlepptendern der Bauarten 2 T 8 oder 2 T 6,67 ausgestattet. Einige Lokomotiven waren mit auf dem Tender befindlichen Rückwärtsführerhäusern ausgestattet. So konnten sie auch auf Strecken ohne Drehscheibe eingesetzt werden.